# Тлумачення
Тлумáчення — визначення змісту, роз'яснення суті чого-небудь, надання якихось пояснень. Одне із застарілих значень цього процесу є перекладання якоюсь мовою з іншої. Загалом тлумачать слова, пояснюючи їхній зміст і значення.